# Зале
Зале или Солава (глсрп. Solawa), је река у Немачкој, лева притока Лабе. Дуга је 413 km и има слив површине 24.100 km². Протиче кроз немачке покрајине Баварска, Тирингија и Саксонија-Анхалт.
Некада се ова река назива Саксонска Зале да би се разликовала од мање Франачке Зале (леве притоке Мајне).